# ジム・バッカス
ジム・バッカス（Jim Backus, 1913年2月25日 - 1989年7月3日）は、アメリカ合衆国オハイオ州クリーヴランド出身の俳優である。

## 人物
グリーヴランド大学卒業。

## 出演作品

### 映画
- ジェリー・ルイスの 双子の鶏フン大騒動
- ザ・7 エンジェルズ
- 自由と愛の大地/第1部 開拓
- メカドッグ・ラスカル
- 暗黒殺人指令
- ピートとドラゴンAnime
- 詐欺師ハリー/殺人者をハメろ
- 女記者フライデー/謎の暗殺計画
- クレイジー・ママ
- ポリス・ストーリー/聞き込み
- 二つの顔を持つ女/整形美女の復讐
- 34丁目の奇跡
- そら見えたぞ、見えないぞ!
- イタリア式バス旅行
- マイラ
- おかしなおかしな戦争野郎
- 海軍てんやわんや騒動記
- ニューヨークの大停電
- サンタモニカの週末
- 夕陽よ急げ
- ビリー
- Mr.ライオン
- セパレート・ベッド
- ひとりぼっちのギャング
- うしろへ突撃!
- ニューヨークの休日
- おかしなおかしなおかしな世界
- 不思議な世界の物語
- ちびっこ天使
- プレイボーイ
- 戦略泥棒作戦
- 北海の果て
- 恋の売り込み作戦
- 近眼のマグー千一夜物語声の出演
- 私刑街
- 将軍ベッドに死す
- 近眼のマグー珍闘牛士声の出演
- 千の顔を持つ男
- 夜の乗合自動車
- ラスヴェガスで逢いましょう
- 理由なき反抗（ジムの父）
- 四角いジャングル
- 我が心に君深く
- 第三暗黒街
- 天使の顔
- デッドライン～USA（ジム）
- 決戦攻撃命令
- アンドロクレスと獅子
- ノックは無用
- 替え玉殺人事件
- 殺しのミッション
- 腰抜け大捕物

### テレビシリーズ
- 事件記者コルチャック 闇に舞う暴走首なしライダー
- ギリガン君SOS（大金持ち）